# 住友不動產新宿Grand大廈
住友不動產新宿Grand大廈（日语：住友不動産新宿グランドタワー）是一棟位於東京都新宿區西新宿再開發組合計畫區域的摩天大樓，總面積約19,636平方米，包含一棟40層高195.2米的摩天大樓。建地的南側是青梅街道（東京都道5號新宿青梅線），北側為稅務署通（東京都道302號新宿兩國線支線）。

## 再開發組合
住友不動產新宿Grand大廈是「西新宿八丁目成子地區市街地再開發組合」再開發事業的核心建築物，再開發組合的簡易流程如下:
- 1984年12月－成子町内會再開發委會成立
- 1988年9月：－設立再開發促進會
- 1995年7月：－設立再開發準備公會
- 2003年7月－都市計畫決定並且公告
- 2004年6月－市街地再開發組合設立認可
- 2008年2月－都知事權利變換計畫認可並授權
- 2008年7月29日－舉辦都更條例説明會

### 再開發前的影像

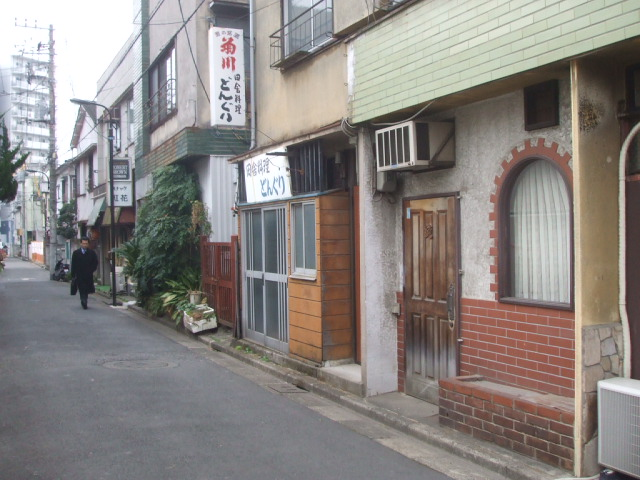
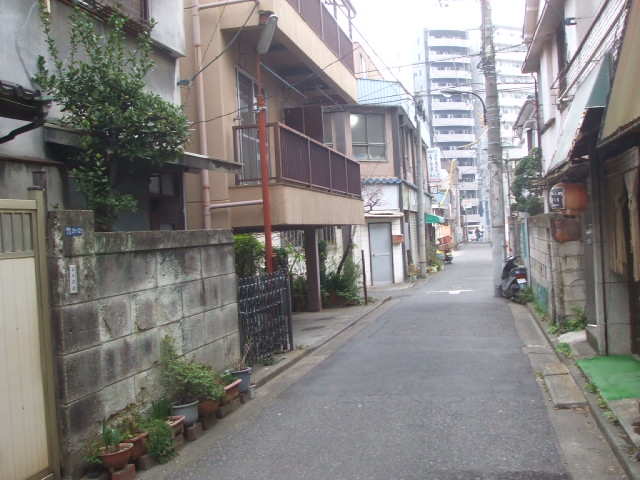
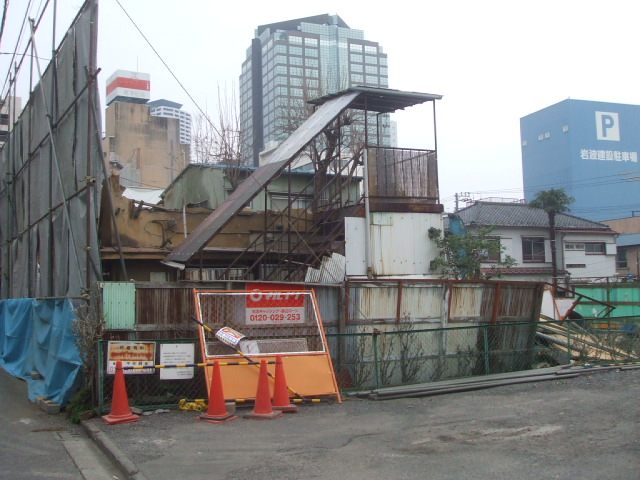
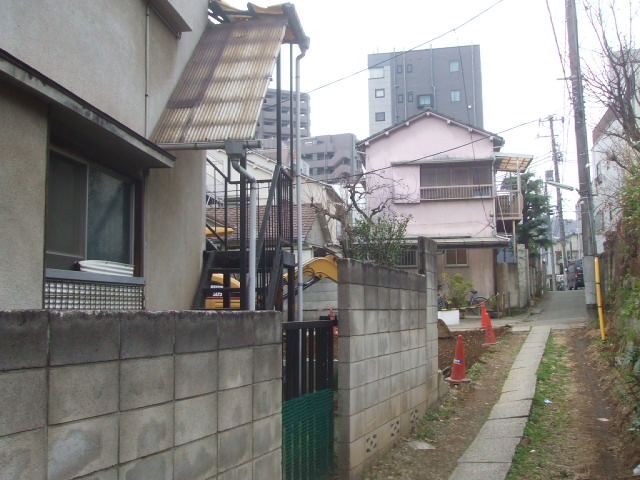
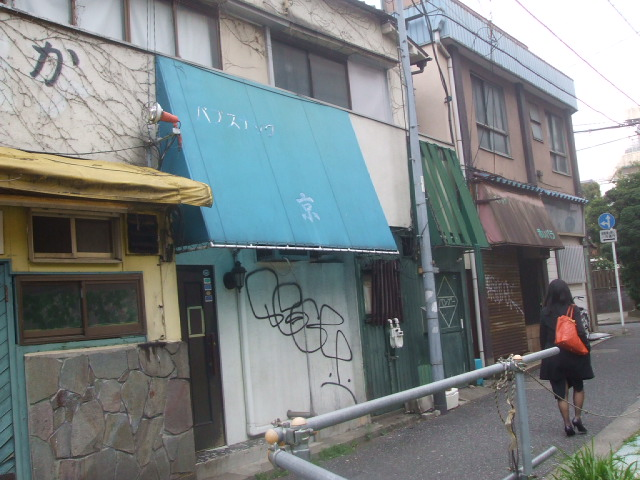

以下為再開發前的影像

### 建設時的影像

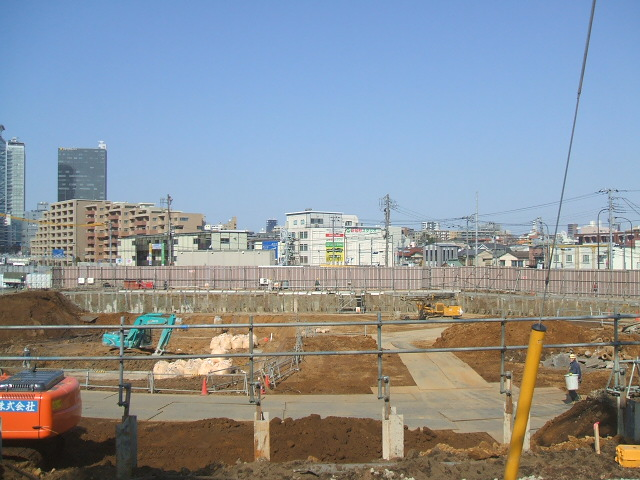
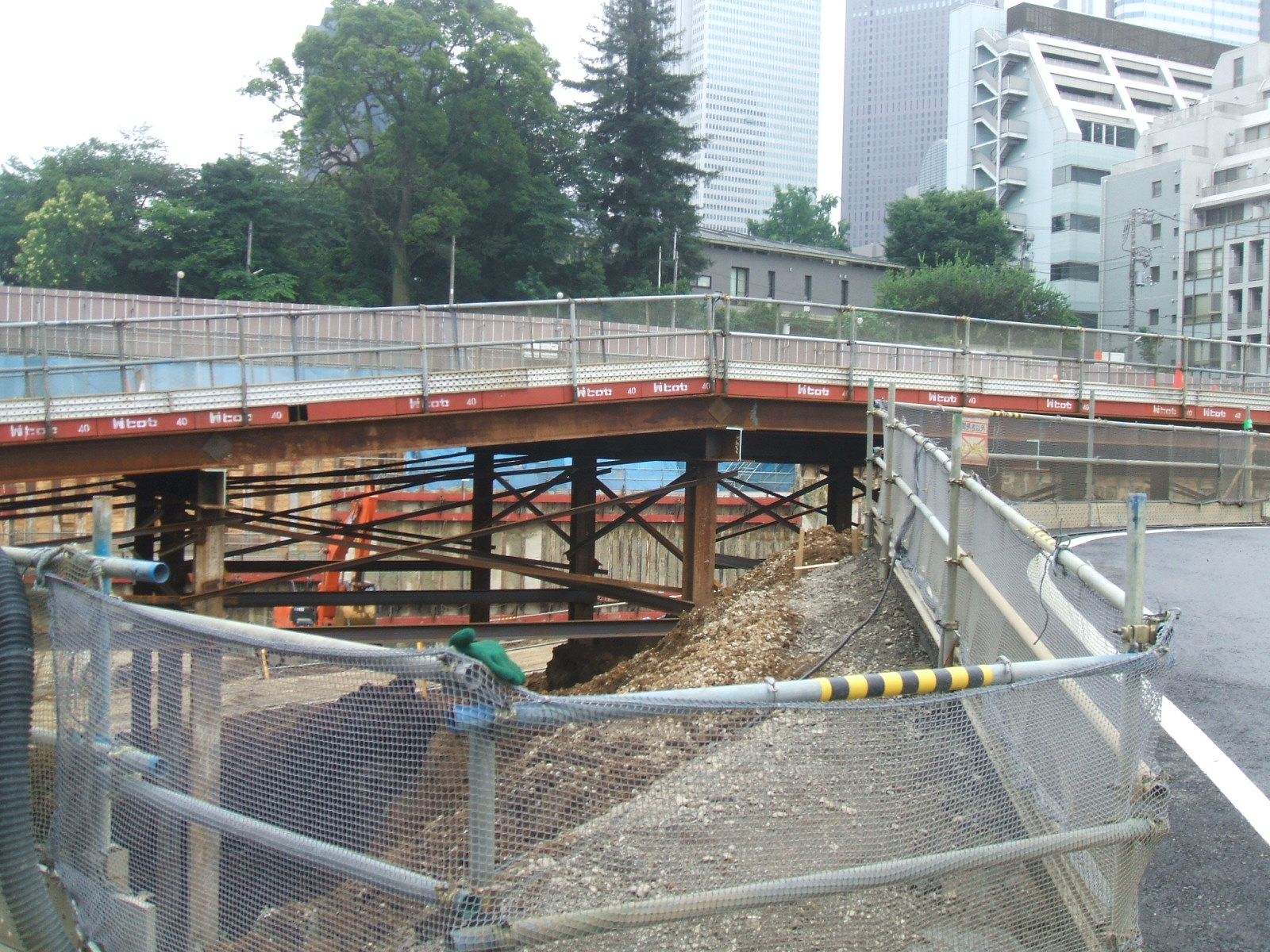
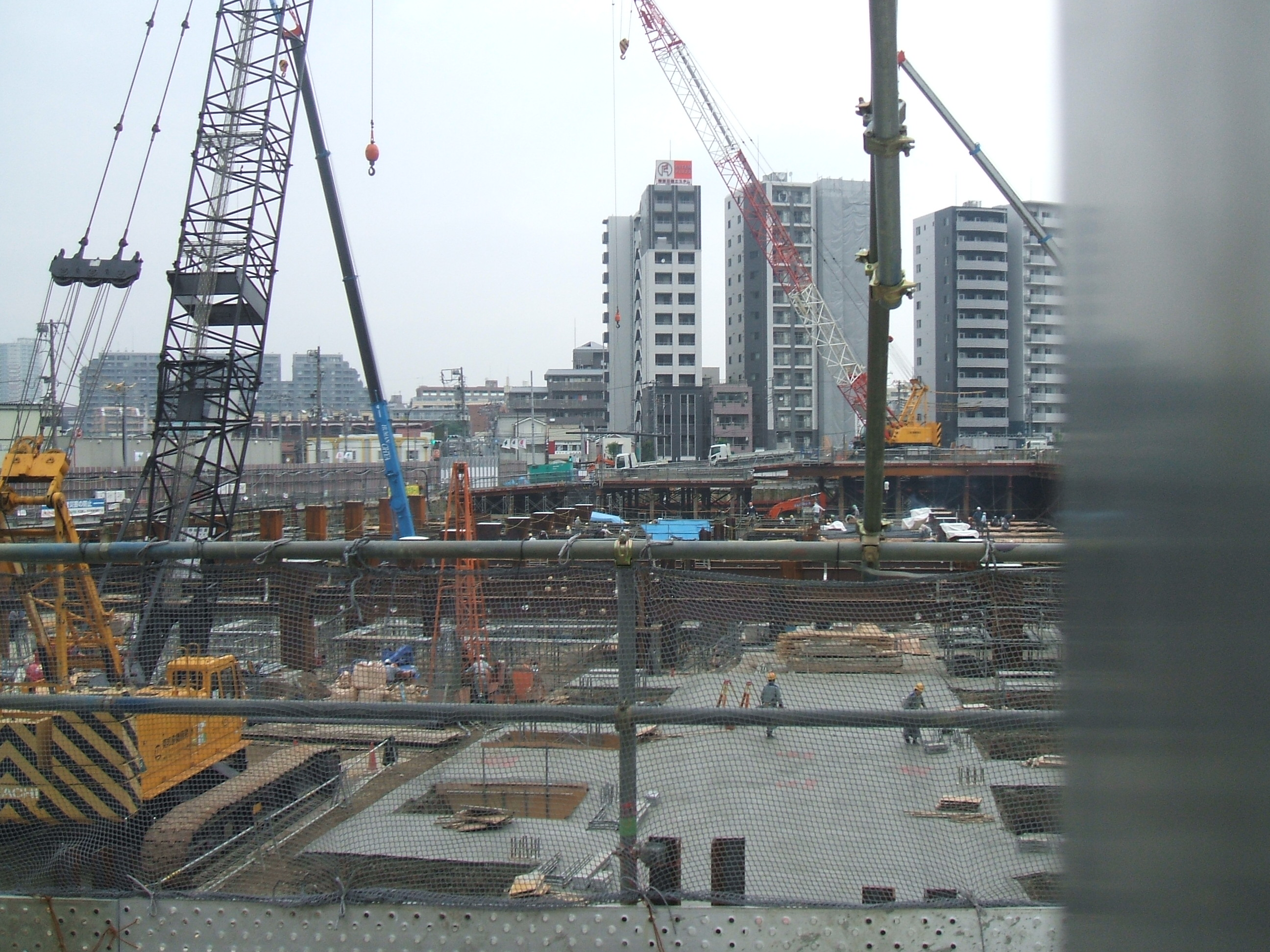
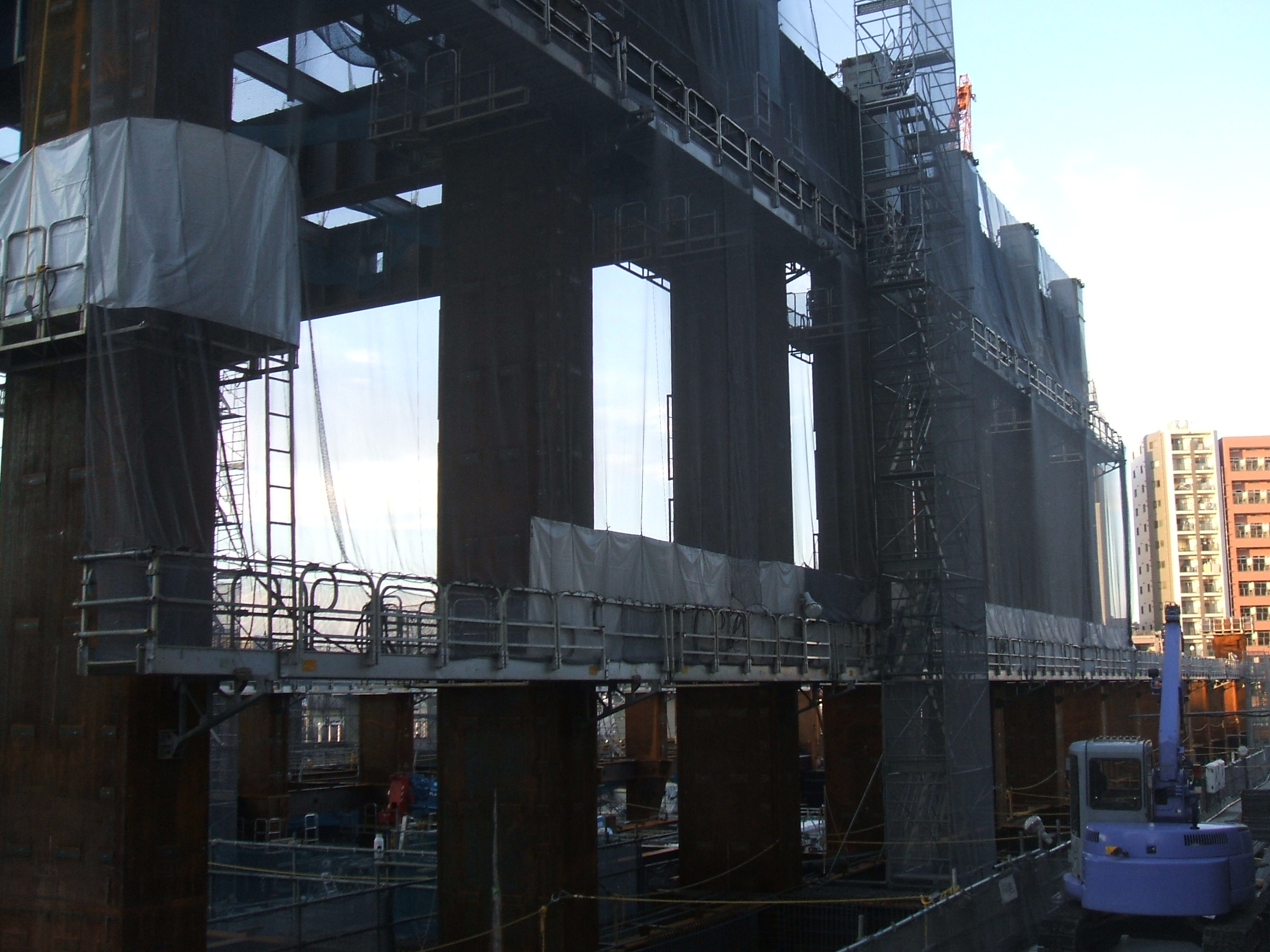
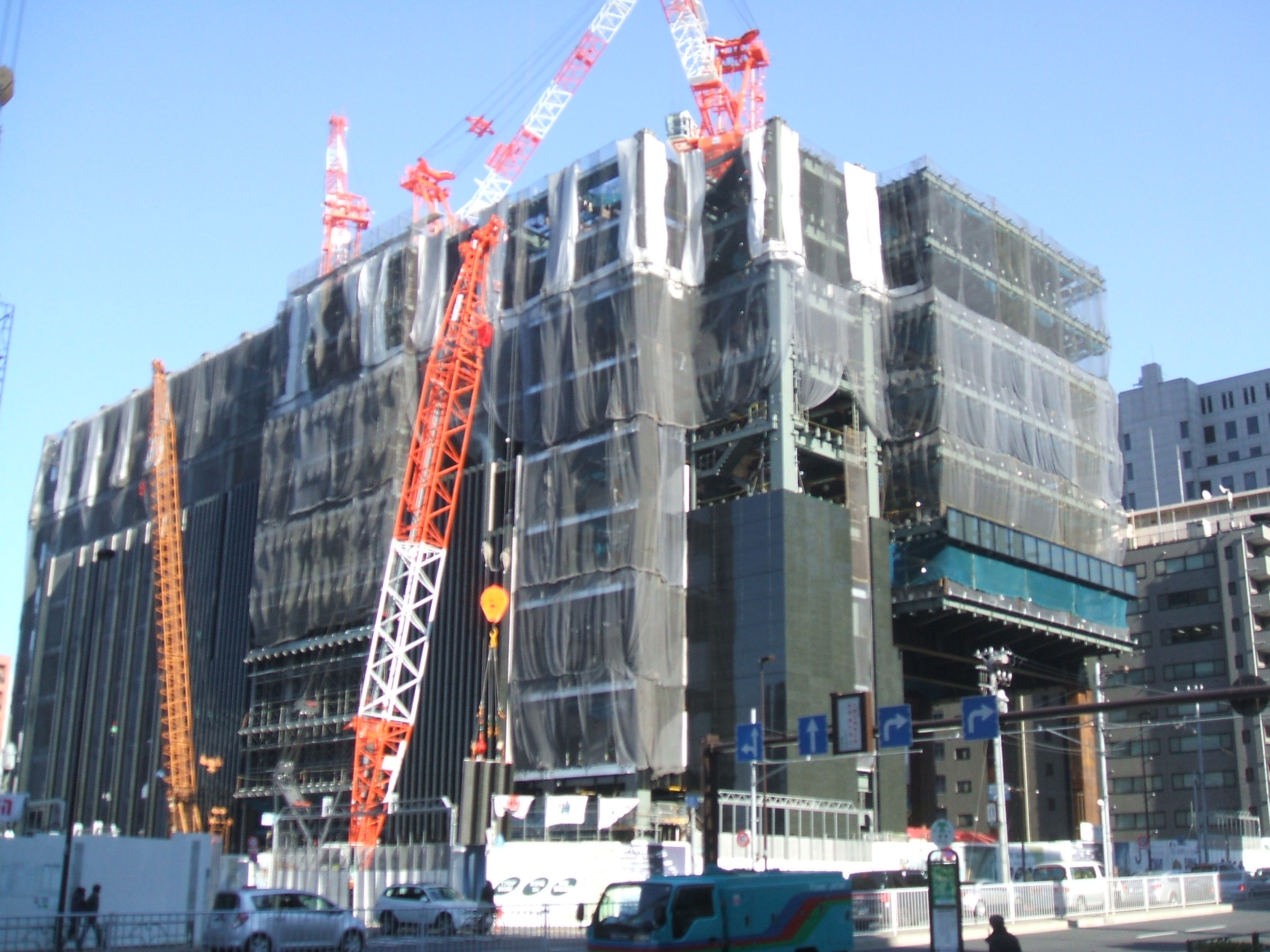
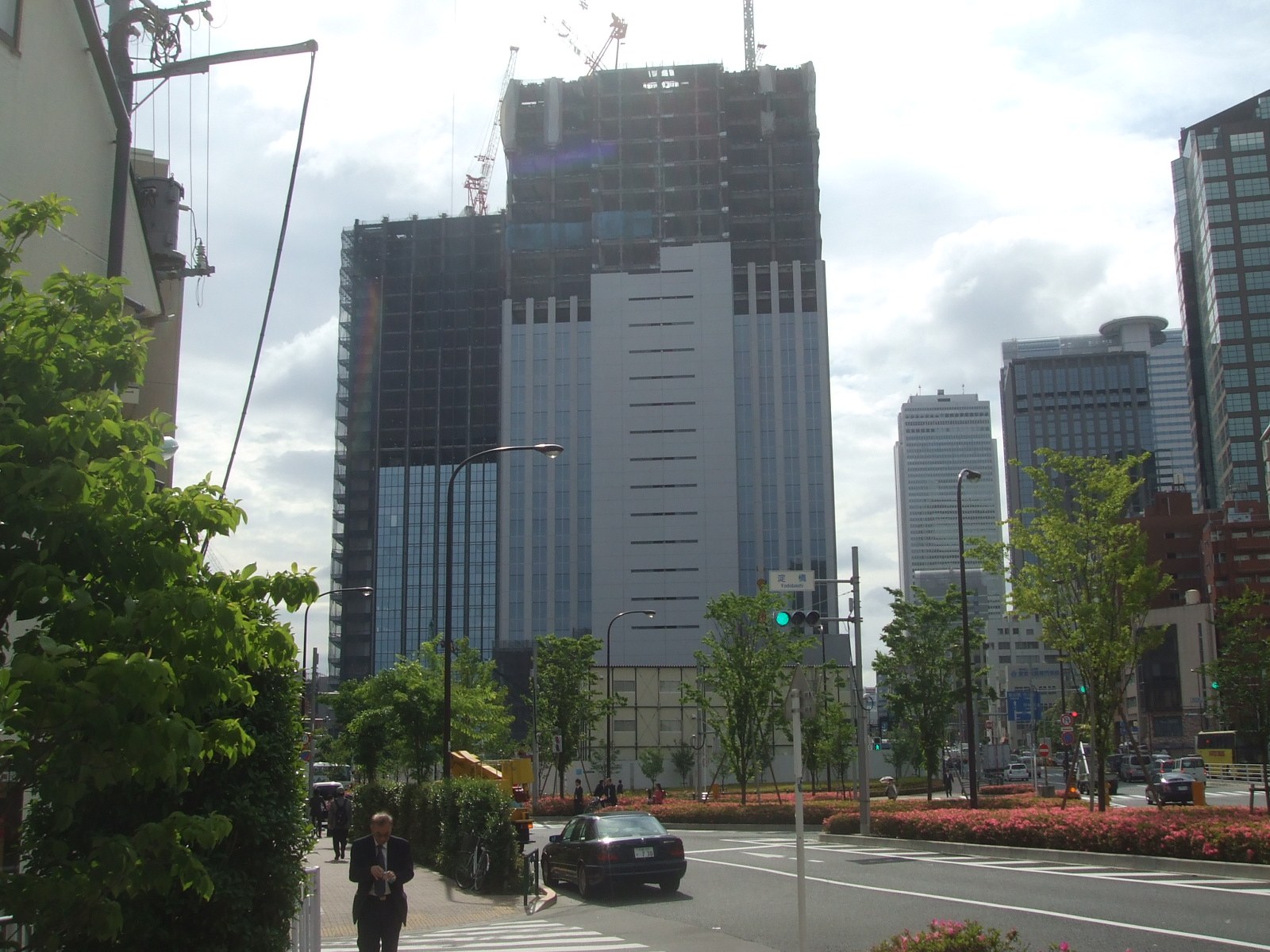
建設中的主塔

## 交通
- 西新宿站(丸之内線)1號出口徒歩3分鐘
- 都廳前站(大江戶線)E5出口徒歩6分鐘
- 新宿站(東日本旅客鐵道（JR東日本）各線・京王線・小田急線・丸之内線)A18出口徒歩9分鐘
- 中野坂上站(丸之内線・大江戶線)A1出口徒歩9分鐘
- 大久保站(■JR中央線)徒歩11分鐘
- 西武新宿站(■西武新宿線)徒歩13分
- 都營巴士王78系統/宿91系統「成子坂下」站下車徒歩2分鐘

## 圖片集

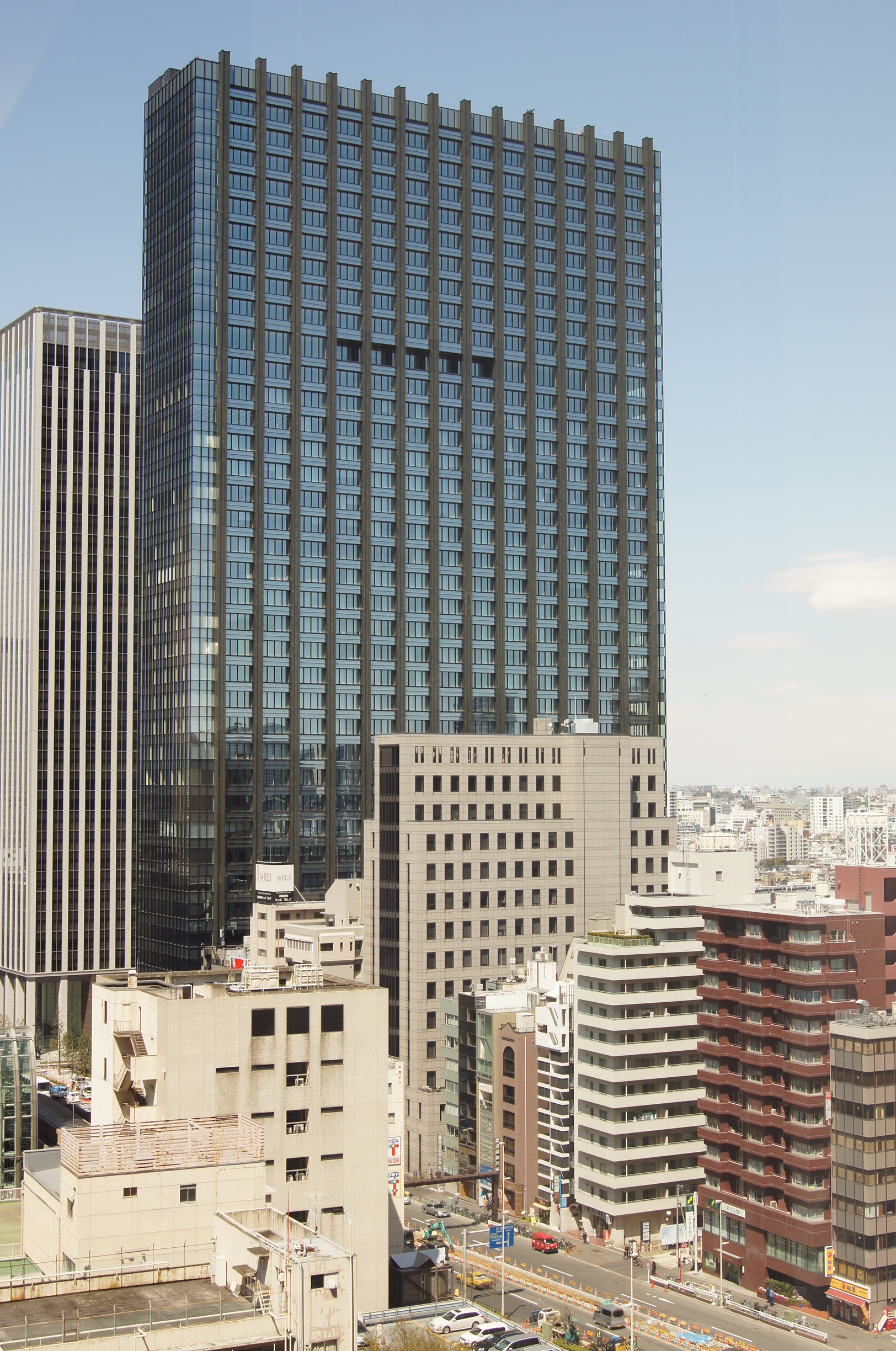
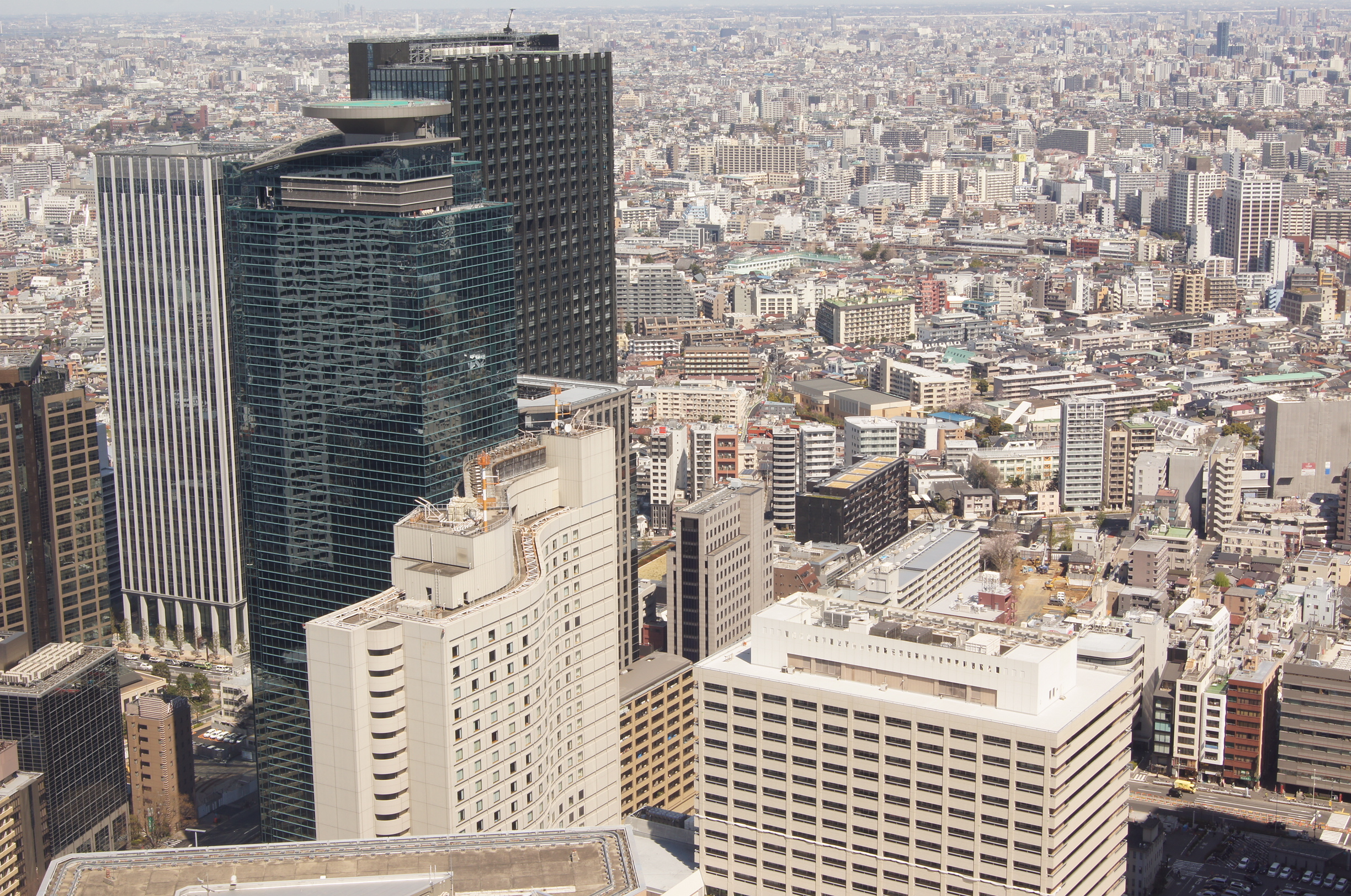
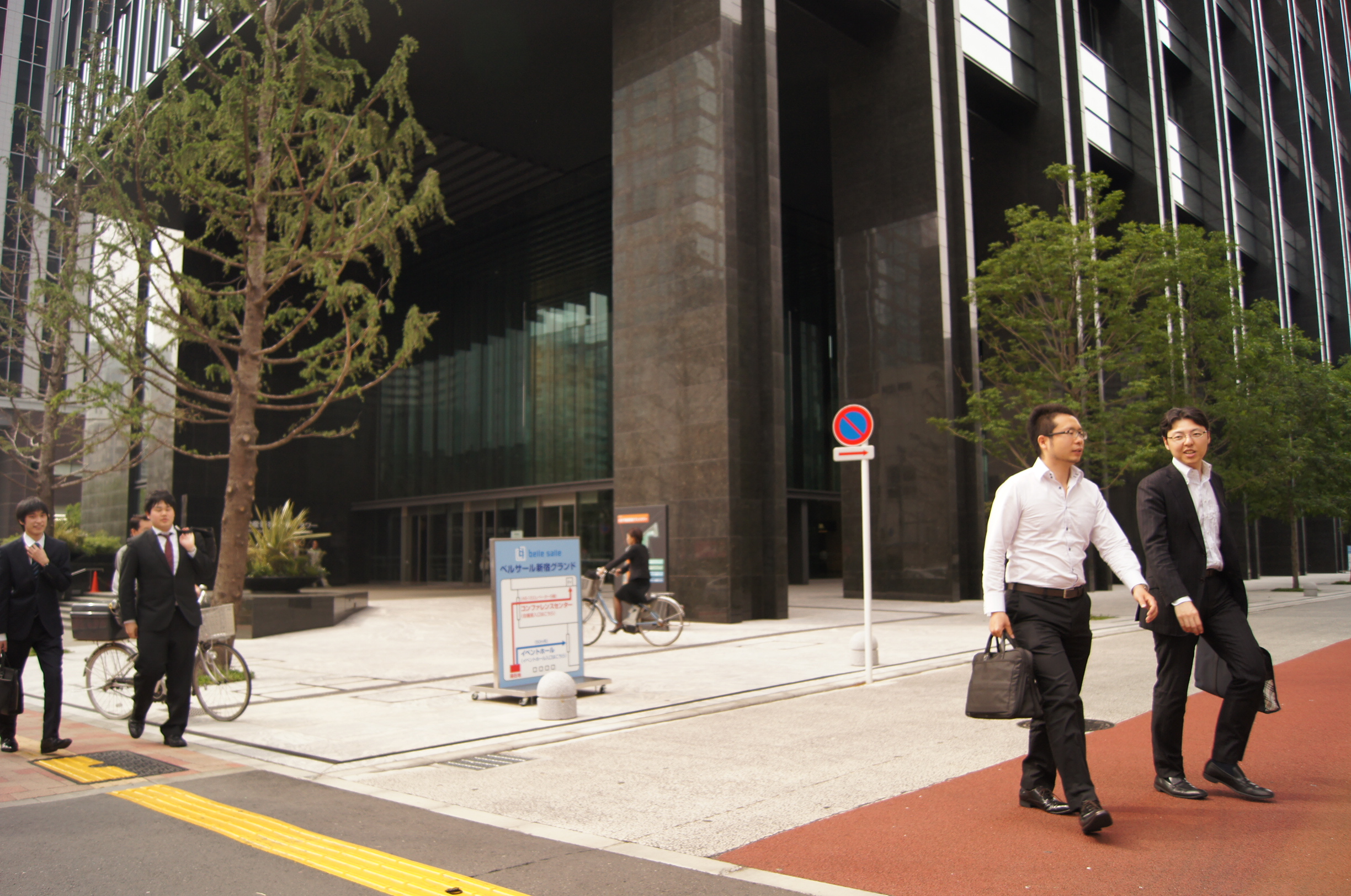
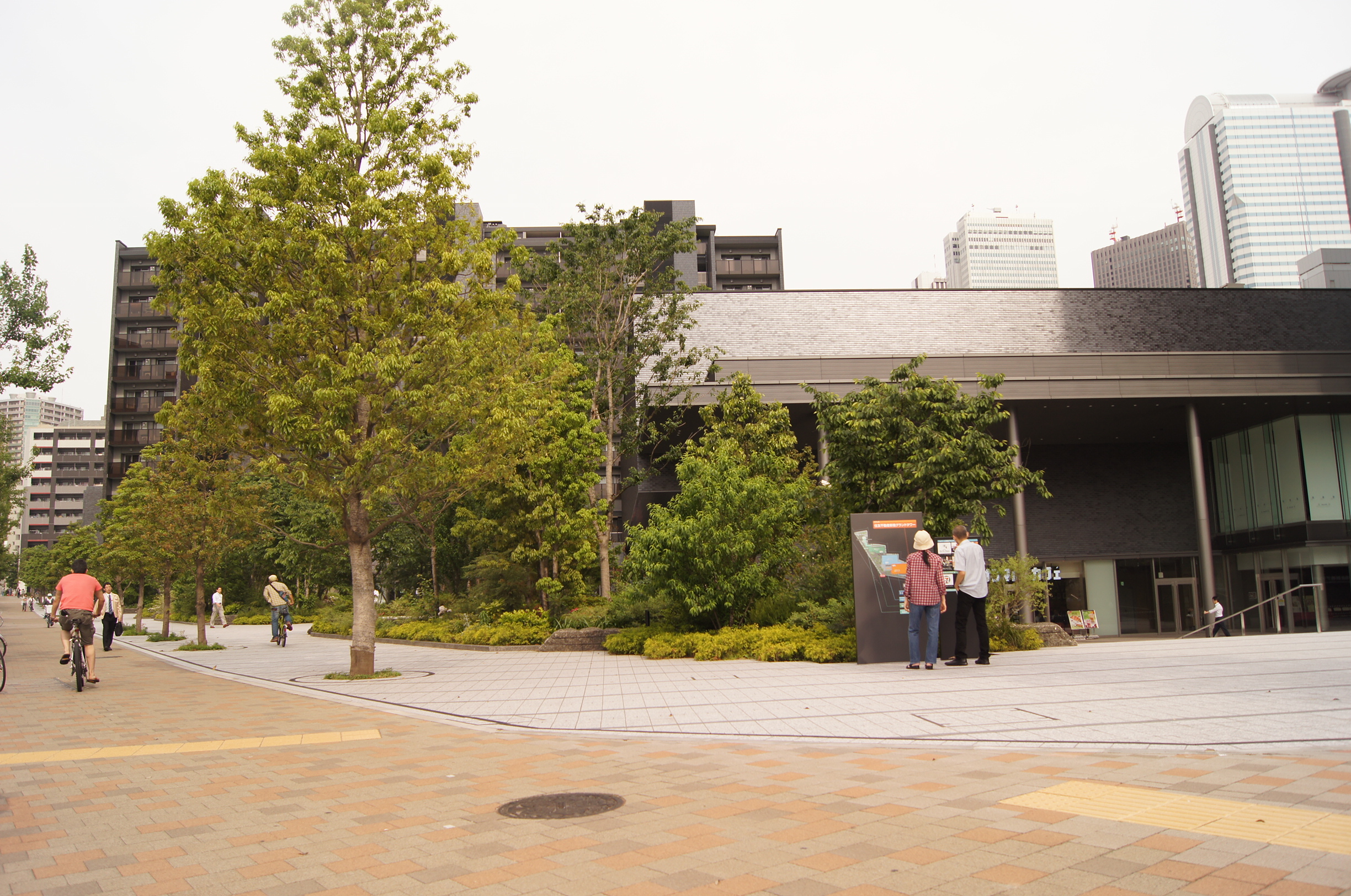
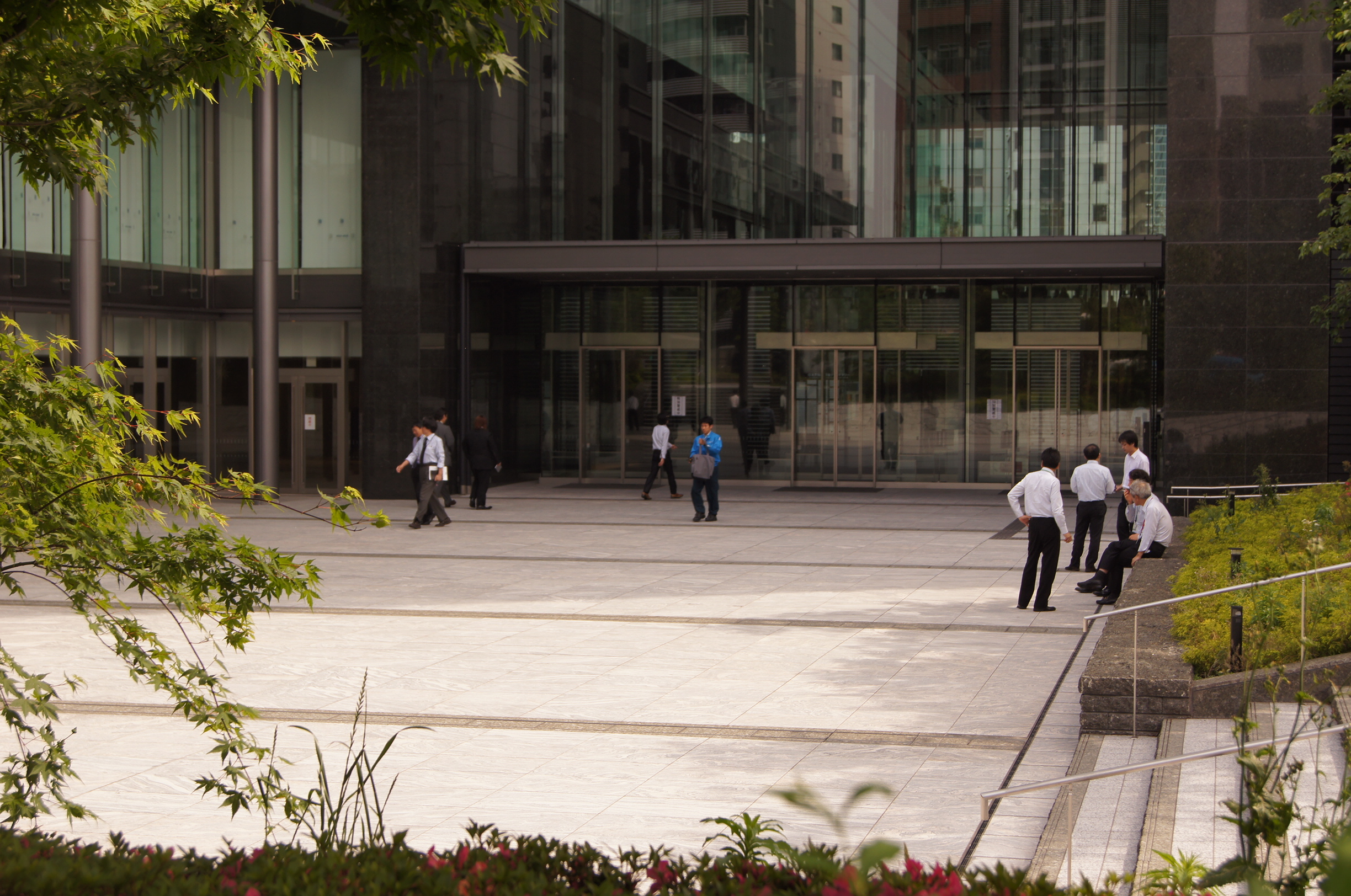
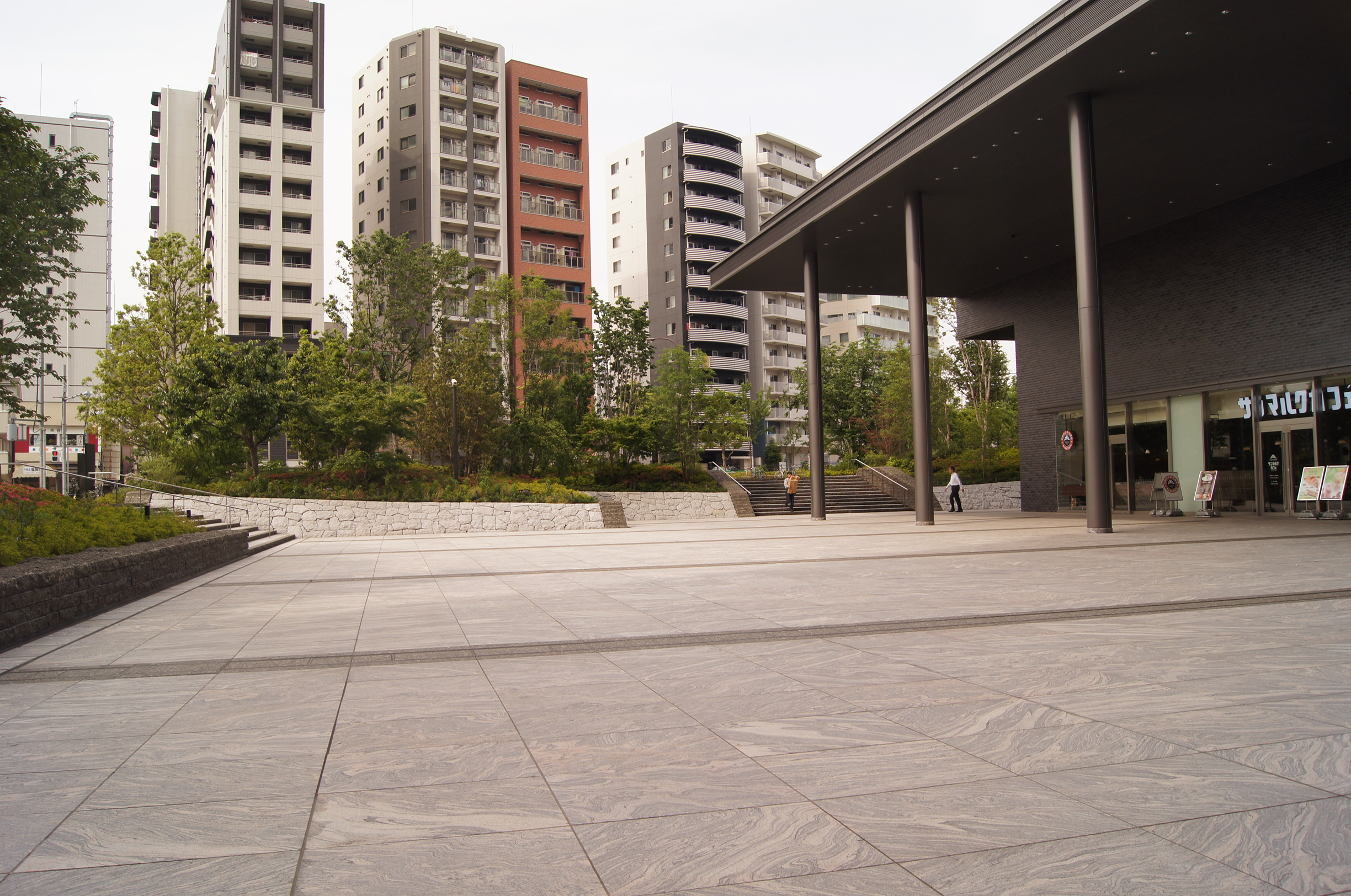

## 外部連結
- （日語）住友不動産新宿グランドタワー